# Некрасово (Озёрский городской округ)
Некрасово (до 1938 — Гросс-Карповен (нем. Groß Karpowen), до 1947 — Карпауен (нем. Karpauen)) — посёлок в Озёрском муниципальном округе Калининградской области.

## География
Находится в южной части Калининградской области, в зоне хвойно-широколиственных лесов, в пределах Виштынецкой возвышенности, на левом берегу реки Бородинки, к северу от автодороги 27А-027, на расстоянии примерно 19 километров (по прямой) к западу-юго-западу от города Озёрска, административного центра района. Абсолютная высота — 75 метров над уровнем моря.

### Климат
Климат характеризуется как переходный от морского к умеренно континентальному. Среднегодовая температура воздуха — 7,7 °C. Средняя температура воздуха самого холодного месяца (января) — −2,9 °C (абсолютный минимум — −35 °C); самого тёплого месяца (июля) — 18,7 °C (абсолютный максимум — 36 °C). Годовое количество атмосферных осадков — 775 мм, из которых большая часть выпадает в тёплый период.

### Часовой пояс
Посёлок Некрасово как и вся Калининградская область, находится в часовой зоне МСК−1. Смещение применяемого времени относительно UTC составляет +2:00.

## История
С 1874 года Карповен был административным центром одноименного сельского округа в районе Даркемен в составе административного округа Гумбиннен Восточной Пруссии.
До 1938 года носил название Гросс-Карповен. В период с 1938 по 1947 годы назывался Карпауен. 
В 1947 году после Второй мировой войны посёлок был переименован в Некрасово и стал административным центром одноименного сельсовета Озёрского района. В 1988 году административный центр Некрасовского сельсовета был перенесен в Мальцево. 
В период с 2008 по 2014 годы Некрасово входило в состав Новостроевского сельского поселения Озёрского района, с 2014 по 2022 годы — в состав Озёрского городского округа.

## Население
| 1885 | 1907 | 1933 | 1939 | 2002 | 2010 |
| ---- | ---- | ---- | ---- | ---- | ---- |
| 203  | ↗262 | ↗371 | ↘347 | ↘99  | ↘76  |

### Национальный состав
Согласно результатам переписи 2002 года, в национальной структуре населения русские составляли 75 %.